# Обов'язкове страхування
Види обов'язкового страхування — в Україні здійснюються такі види обов'язкового страхування:
1. медичне страхування
2. державне особисте страхування військовослужбовців і військовозобов'язаних, призваних на збори
3. державне особисте страхування осіб рядового, начальницького та вільнонайманого складу органів і підрозділів внутрішніх справ
4. державне обов'язкове особисте страхування медичних і фармацевтичних працівників на випадок інфікування вірусом імунодефіциту людини при виконанні ними службових обов'язків
5. державне обов'язкове особисте страхування працівників прокуратури
6. державне страхування життя і здоров'я народних депутатів
7. державне особисте страхування службових осіб державної контрольно-ревізійної служби в Україні
8. державне особисте страхування службових осіб державних податкових інспекцій
9. державне обов'язкове страхування службових осіб державних органів у справах захисту прав споживачів
10. особисте страхування працівників відомчої та сільської пожежної охорони і членів добровільних пожежних дружин (команд)
11. державне страхування посадових осіб інспекцій державного архітектурно-будівельного контролю
12. державне страхування спортсменів вищих категорій
13. державне страхування працівників державної лісової охорони
14. страхування життя і здоров'я спеціалістів ветеринарної медицини
15. страхування життя і здоров'я суддів
16. державне страхування донорів крові та/або її компонентів
17. особисте страхування від нещасних випадків на транспорті
18. страхування членів екіпажу та авіаційного персоналу
19. страхування працівників замовника авіаційних робіт, осіб, пов'язаних із забезпеченням технологічного процесу при виконанні авіаційних робіт, та пасажирів, які перевозяться за його заявкою без придбання квитків
20. страхування ризикових професій народного господарства від нещасних випадків
21. страхування відповідальності повітряного перевізника і виконавця повітряних робіт щодо відшкодування збитків, заподіяних пасажирам, багажу, пошті, вантажу
22. страхування відповідальності експлуатанта повітряного судна за збитки, які можуть бути завдані ним при виконанні авіаційних робіт
23. страхування цивільної відповідальності власників транспортних засобів
24. страхування авіаційних суден
25. обов'язкове страхування врожаю сільськогосподарських культур і багаторічних насаджень у радгоспах та інших державних сільськогосподарських підприємствах; до обовязкового страхування не відносять страхування врожаю від 2009 року.
26. обов'язкове страхування цивільної відповідальності суб'єктів господарювання за шкоду, яка може бути заподіяна пожежами та аваріями на об'єктах підвищеної небезпеки